# Klaus Huber (Skispringer)
Klaus Huber (* 1968) ist ein ehemaliger österreichischer Skispringer und heutiger Skisprungtrainer.

## Werdegang
Huber gab am 3. Januar 1988 in Innsbruck sein Debüt im Skisprung-Weltcup. Am 16. Februar 1990 konnte Huber in Predazzo mit dem 14. Platz von der Normalschanze erstmals Weltcup-Punkte gewinnen. Beim Skifliegen am Kulm erreichte er am 24. Februar 1991 mit dem 7. Platz die höchste Einzelplatzierung seiner Karriere. Er beendete die Saison 1990/91 auf dem 28. Platz in der Weltcup-Gesamtwertung. In der Skiflug-Wertung belegte er den 15. Platz. Ab Dezember 1991 sprang Huber parallel im Skisprung-Continental-Cup. In der Continental-Cup-Saison 1993/94 konnte er dabei den 3. Platz in der Gesamtwertung erreichen. Im Weltcup gelang ihm im März 1994 in Lahti noch einmal ein Punktegewinn. 1995 beendete Huber seine aktive Skisprungkarriere.
Nach seiner aktiven Laufbahn war Huber von 1995 bis 2003 Leitungstrainer in Eisenerz. Parallel trainierte er den B- und C-Kader des ÖSV. Seit 2004 ist er Stützpunkttrainer in Willingen. Huber trainierte unter anderem bekannt erfolgreiche Skispringer wie Thomas Morgenstern, Balthasar Schneider, Florian Liegl und Andreas Goldberger.

## Erfolge

### Weltcup-Platzierungen
| Saison  | Platz | Punkte |
| ------- | ----- | ------ |
| 1989/90 | 56.   | 002    |
| 1990/91 | 28.   | 025    |
| 1993/94 | 94.   | 001    |

### Grand-Prix-Platzierungen
| Saison | Platz | Punkte |
| ------ | ----- | ------ |
| 1994   | 43.   | 189    |